# OC-007
OC-007 är ett svenskt vaccin mot Covid-19 under utveckling vid Karolinska institutet. Småskaliga tester av vaccinet på människor kan komma att påbörjas under våren 2021, om tillstånd ges av läkemedelsverket. Fas-3 studier som innebär storskaliga tester på människor kan påbörjas under hösten 2021. Enligt professor Matti Sällberg så kan ett svenskt coronavaccin vara färdigutvecklat under 2022 eller 2023, och då kan det ge ett bra skydd genom både T-cellssvar och antikroppssvar. Förhoppningen är även att vaccinet ska ge ett bredare skydd mot även andra coronavirus, som kan komma att spridas till människa.